# Pachyelasma tessmannii
Pachyelasma tessmannii är en ärtväxtart som först beskrevs av Hermann August Theodor Harms, och fick sitt nu gällande namn av Hermann August Theodor Harms. Pachyelasma tessmannii ingår i släktet Pachyelasma och familjen ärtväxter. Inga underarter finns listade i Catalogue of Life.